# Монтель (Арьеж)
Монте́ль (фр. Montels) — коммуна во Франции, находится в регионе Юг — Пиренеи. Департамент коммуны — Арьеж. Входит в состав кантона Ла-Бастид-де-Серу. Округ коммуны — Фуа.
Код INSEE коммуны — 09203.

## Население
Население коммуны на 2008 год составляло 154 человека.
| 1962 | 1968 | 1975 | 1982 | 1990 | 1999 | 2008 |
| ---- | ---- | ---- | ---- | ---- | ---- | ---- |
| 145  | 143  | 110  | 118  | 126  | 124  | 154  |

## Экономика
В 2007 году среди 99 человек в трудоспособном возрасте (15—64 лет) 71 была экономически активными, 28 — неактивными (показатель активности — 71,7 %, в 1999 году было 76,4 %). Из 71 активных работали 65 человек (32 мужчины и 33 женщины), безработных было 6 (1 мужчина и 5 женщин). Среди 28 неактивных 10 человек были учениками или студентами, 12 — пенсионерами, 6 были неактивными по другим причинам.